# Club Deportivo Caaguazú
El Club Deportivo Caaguazú es un club de fútbol de Paraguay, actualmente milita en la Tercera División, la tercera categoría del fútbol paraguayo. Se encuentra ubicado en la ciudad de Caaguazú, del V Departamento.

## Historia
El Club Deportivo Caaguazú fue fundado el 16 de septiembre del 2008. Luego de que la Liga Caaguaceña de Fútbol se coronó campeona del Campeonato Nacional de Interligas, en la temporada 2007/2008, se le otorgó el derecho de fundar un nuevo club para representar a la ciudad en la División Intermedia.
En el 2009, en su primer partido jugado en la División Intermedia, el Deportivo Caaguazú empató a un gol con el General Caballero. Miguel Almirón fue el primer jugador en anotar un gol para la institución en la División Intermedia. Su primer triunfo se dio en la tercera fecha del Campeonato de Intermedia, cuando de local derrotó al Silvio Pettirossi. En su primera temporada termina ocupando la séptima posición.
En el Torneo de Intermedia de 2010, el Deportivo Caaguazú vivió momentos muy críticos al estar amenazado seriamente por la pérdida de la categoría, a lo largo de la primera etapa del torneo, lo que provocó la destitución de Silvino Pereira como entrenador del equipo. El entrenador sustituto, el español Rodolfo Martínez Ruíz, sólo dirigió dos partidos al equipo, a pesar de haber cosechado cuatro de los seis puntos posibles. La llegada de Aníbal Sosa como director técnico, significó un cambio total en el juego del Deportivo Caaguazú. Después de la derrota ante Sportivo Iteño, el Deportivo Caaguazú cosechó tres victorias consecutivas que le permitieron mantener la categoría, y ubicarse en la parte alta de la tabla. El club culminó en la sexta posición.
En 2011 su participación dejó mucho que desear y estuvo marcada también por la sanción con la pérdida de 6 puntos debido al uso anti reglamentario de un jugador en cuatro partidos. Así, acabó penúltimo dentro de la clasificación general del campeonato de segunda división y perdió la categoría junto con el 12 de Octubre de Itauguá, descendiendo a la tercera división del fútbol paraguayo creada para los clubes provenientes de la U.F.I..
Su primera incursión en la Tercera División, en el Campeonato Nacional B del 2012 estuvo marcado por una campaña irregular y de nuevo acabó abajo en la tabla tras la disputa de la primera etapa de 6 partidos, esta vez en el último lugar (entre 8 participantes), por lo que debía desaparecer como club hasta tanto la Liga Caaguaceña de Fútbol logre nuevamente el ascenso a la Intermedia a través del Campeonato Nacional de Interligas. Sin embargo, para el año siguiente se ampliaría el número de clubes de 8 a 10 y se le permitiría continuar en la categoría, lo mismo que sucedió con Choré Central, último en el otro grupo y penúltimo en la general.
En el 2013, tras superar justamente al experimentado Choré Central en semifinales, Deportivo Caaguazú llega a la final de la Primera B Nacional y disputa la final ante la selección Ovetense, su tradicional rival en el Interligas. Con esto se aseguró si no el ascenso, al menos la opción del repechaje contra el subcampeón de la Primera División B.
El 24 de octubre se enfrentan en el partido de ida de la final Deportivo Caaguazú y Ovetense, terminando el encuentro con un resultado de 1-1. El 27 de octubre Caaguazú y Ovetense juegan el partido de vuelta de la final, terminando el encuentro con un resultado de 2-0 en favor del Deportivo Caaguazú, consagrándose así campeón del Campeonato Nacional B del 2013 y asegurado su retorno a la División Intermedia.
En la temporada 2014 de la Segunda División, el club culminó en el 5.º puesto de entre 16 clubes.
En la temporada 2015 de la Segunda División, el club culminó en el 5.º puesto de entre 16 clubes.
En la temporada 2016 de la Segunda División, el club por tercer año en forma consecutiva culminó en el 5.º puesto de la clasificación de entre 16 clubes.
En la temporada 2017 de la Segunda División, el club culminó el campeonato en la octava posición de la tabla, de entre 16 clubes.
En la temporada 2018 de la Segunda División, el club no encontró una regularidad y su desempeño fue malo, finalmente terminó en la penúltima posición de la tabla y complicando su promedio de cara a la próxima temporada. En la Copa Paraguay en primera fase eliminó al club Independiente de Pedro Juan Caballero (representante de la UFI), cayendo en segunda fase ante el club Guaraní de la Primera División.

## Estadio
Anteriormente el club jugaba sus partidos de local en el Estadio Federico Llamosas, propiedad del Club 8 de Diciembre, de Caaguazú. Pero desde el 27 de julio del año 2023 oficia de local en su nuevo estadio propio conocido como el Estadio Bosque Grande, que posee una capacidad para unos 5.000 espectadores, con planes para expandirse a 10.000 espectadores en los próximos años.

## Datos del club
- Actualizado el 26 de febrero de 2017
- Campeón de la  Tercera División: 2.
- Temporadas en Segunda División: 8 (2009, 2010, 2011, 2014, 2015, 2016, 2017, 2018 ).
- Temporadas en Tercera División: 3.
- Finales disputadas en Tercera División: 2.

Estadísticas varias
- Primer partido: Deportivo Caaguazú 1 - General Caballero ZC 1 (21 de junio de 2009).
- Primer gol: Miguel Almirón.
- Primera victoria: Deportivo Caaguazú 1 - Silvio Pettirossi 0 (5 de julio de 2009).
- Mejor ubicación en División Intermedia: 5.º (2014)
- Peor ubicación en División Intermedia: 13.º (2011)
- Mejor serie invicta en partidos de División Intermedia: 6 (2010)
- Mejor serie invicta en partidos de local en División Intermedia: 7 (entre 2009 y 2010)
- Mejor serie invicta en partidos de visitante en División Intermedia: 5 (2009)
- Máxima cantidad de victorias consecutivas en División Intermedia: 3 (2009 y 2010)
- Máxima cantidad de victorias consecutivas de local en División Intermedia: 3 (2009)
- Máxima cantidad de victorias consecutivas de visitante en División Intermedia: 2 (2010)
- Máxima cantidad de juegos consecutivos sin ganar en División Intermedia: 11 (2018)
- Máxima cantidad de juegos consecutivos sin ganar de local en División Intermedia: 5 (2010)
- Máxima cantidad de juegos consecutivos sin ganar de visitante en División Intermedia: 7 (2010)
- Máxima cantidad de derrotas consecutivas en División Intermedia: 4 (2009)
- Máxima cantidad de derrotas consecutivas de local en División Intermedia: 4 (2009)
- Máxima cantidad de derrotas consecutivas de visitante en División Intermedia: 3 (2010)
- Mayor goleada a favor en División Intermedia: 3-0 a Independiente, el 4 de mayo del 2014, 4-1 a 12 de Octubre, el 8 de mayo de 2011 y 4-1 a Trinidense, el 18 de octubre de 2014.
- Mayor goleada en contra en División Intermedia: 4-1 con 12 de Octubre, el 5 de septiembre del 2010.

## Jugadores

### Plantilla 2015
- Actualizado el 18 de enero de 2015

## Palmarés
- Como Selección de la Liga Caaguaceña de Fútbol

| Torneos nacionales oficiales   | Torneos nacionales oficiales | Torneos nacionales oficiales |
| Competición                    | Títulos                      | Subcampeonatos               |
| ------------------------------ | ---------------------------- | ---------------------------- |
| Tercera División               | 2013                         |                              |
| Campeonato Nacional Interligas | 2007/08                      |                              |

| Torneos internacionales      | Torneos internacionales | Torneos internacionales |
| Competición                  | Títulos                 | Subcampeonatos          |
| ---------------------------- | ----------------------- | ----------------------- |
| Copa San Isidro de Curuguaty |                         | 2008                    |